# Facharzt für Klinische Pharmakologie
Facharzt für Klinische Pharmakologie, auch Klinischer Pharmakologe/Klinische Pharmakologin, ist in Deutschland die offizielle Bezeichnung für einen Facharzt, der sich auf die ärztliche Tätigkeit im Bereich Klinische Pharmakologie spezialisiert hat.

## Gebiet Pharmakologie
Das Gebiet Pharmakologie umfasst nach der Definition der Weiterbildungsordnung für Ärztinnen und Ärzte die Erforschung von Arzneimittelwirkungen, Entwicklung und Anwendung von Arzneimitteln, die Erforschung der Wirkung von Fremdstoffen am Menschen, die Bewertung des therapeutischen Nutzens, die Erkennung von Nebenwirkungen sowie die Beratung und Unterstützung der in der Vorsorge und Krankenbehandlung Tätigen bei der Anwendung substanzbasierter therapeutischer und diagnostischer Maßnahmen sowie die Risikobewertung von Fremdstoffen.

## Facharzt-Weiterbildung
Um in Deutschland als Facharzt für Klinische Pharmakologie tätig werden zu können, muss nach dem Abschluss eines Medizinstudiums und erteilter Approbation als Arzt eine mindestens 60 Monate umfassende Weiterbildung im Gebiet Pharmakologie mit Erfolg absolviert worden sein. Die Berechtigung zur Führung einer Facharzt- oder Zusatzbezeichnung wird nach einer mündlichen Prüfung von der zuständigen Landesärztekammer erteilt.
Die Weiterbildung muss an zugelassenen Weiterbildungsstätten absolviert werden: mindestens
- 60 Monate im Gebiet Pharmakologie, davon
- müssen 48 Monate Weiterbildung in Klinischer Pharmakologie abgeleistet werden, davon
  - können zum Kompetenzerwerb bis zu 18 Monate Weiterbildung in Pharmakologie und Toxikologie erfolgen
- müssen 12 Monate in Gebieten der unmittelbaren Patientenversorgung abgeleistet

werden.
Bei der Anmeldung zur Weiterbildungsprüfung müssen der zuständigen Ärztekammer sämtliche Nachweise über die erfüllten Mindestanforderungen vorgelegt werden. Dazu gehören auch die Logbuch-Dokumentationen über alle durch die MWBO vorgegebenen Inhalte der Weiterbildung. Zur Weiterbildungsprüfung muss man darlegen, dass man über die entsprechenden Kenntnisse, Erfahrungen und Fertigkeiten im Fach verfügt.

### Inhalte der Weiterbildung
Zur Weiterbildungsprüfung muss dargelegt werden können, dass man Kenntnisse, Erfahrungen und Fertigkeiten unter anderem in folgenden Bereichen erlangt hat:

### Gemeinsame Inhalte der Facharzt-Weiterbildungen im Gebiet Pharmakologie
- Internationale und nationale Normen der Erforschung, Entwicklung und Anwendung von Arzneimitteln, z. B. Good Clinical Practice des International Council for Harmonisation of Technical Requirements for Pharmaceuticals for Human Use (ICH-GCP), ethische Grundsätze für die medizinische Forschung am Menschen (Deklaration von Helsinki)
- Pharmakologische, toxikologische und klinische Grundlagen der Erforschung, Entwicklung und Anwendung von Arzneimitteln
- Erkennung, Erfassung, Meldung und Bewertung unerwünschter Arzneimittelwirkungen und von Medikationsfehlern
- Risiken von Wirk- und Schadstoffen
- Risikomanagement und -kommunikation

### Spezifische Inhalte der Facharzt-Weiterbildung Klinische Pharmakologie
- Klinische Prüfung von Arzneimitteln und Medizinprodukten
- Wirkungsanalyse von Arzneimitteln am Menschen
- Bestimmung von Wirkstoffen und Arzneimitteln in Körperflüssigkeiten und Geweben
- Arzneimittelsicherheit und Arzneimitteltherapiesicherheit
- Bewertung von Arzneimitteln
- Arzneimitteltherapie, Beratung und Mitbehandlung
- Therapie-Leitlinien
  - Grundlagen der Erstellung, Beurteilung und Implementierung von Therapie-Leitlinien unter Berücksichtigung der Prinzipien der evidenzbasierten Medizin Mitwirkung bei der Erstellung und Implementierung von Therapie-Leitlinien.[1]

Die Inhalte der Musterweiterbildungsordnung sind allerdings nur eine Empfehlung für die rechtsverbindlichen Weiterbildungsordnungen der Landesärztekammern, die hiervon abweichende Regelungen treffen können.